# یوری درهوبیچ
یوری درهوبیچ (لاتین: Magister Georgius Drohobich; ۱ ژانویهٔ ۱۴۵۰ – ۴ فوریهٔ ۱۴۹۴) اخترشناس، فیلسوف، استاد دانشگاه، ویراستار، پزشک، و نویسنده اهل پادشاهی لهستان بود.